# Wiesbaden-Igstadt
Igstadt ist ein Ortsbezirk der hessischen Landeshauptstadt Wiesbaden.

## Geographie

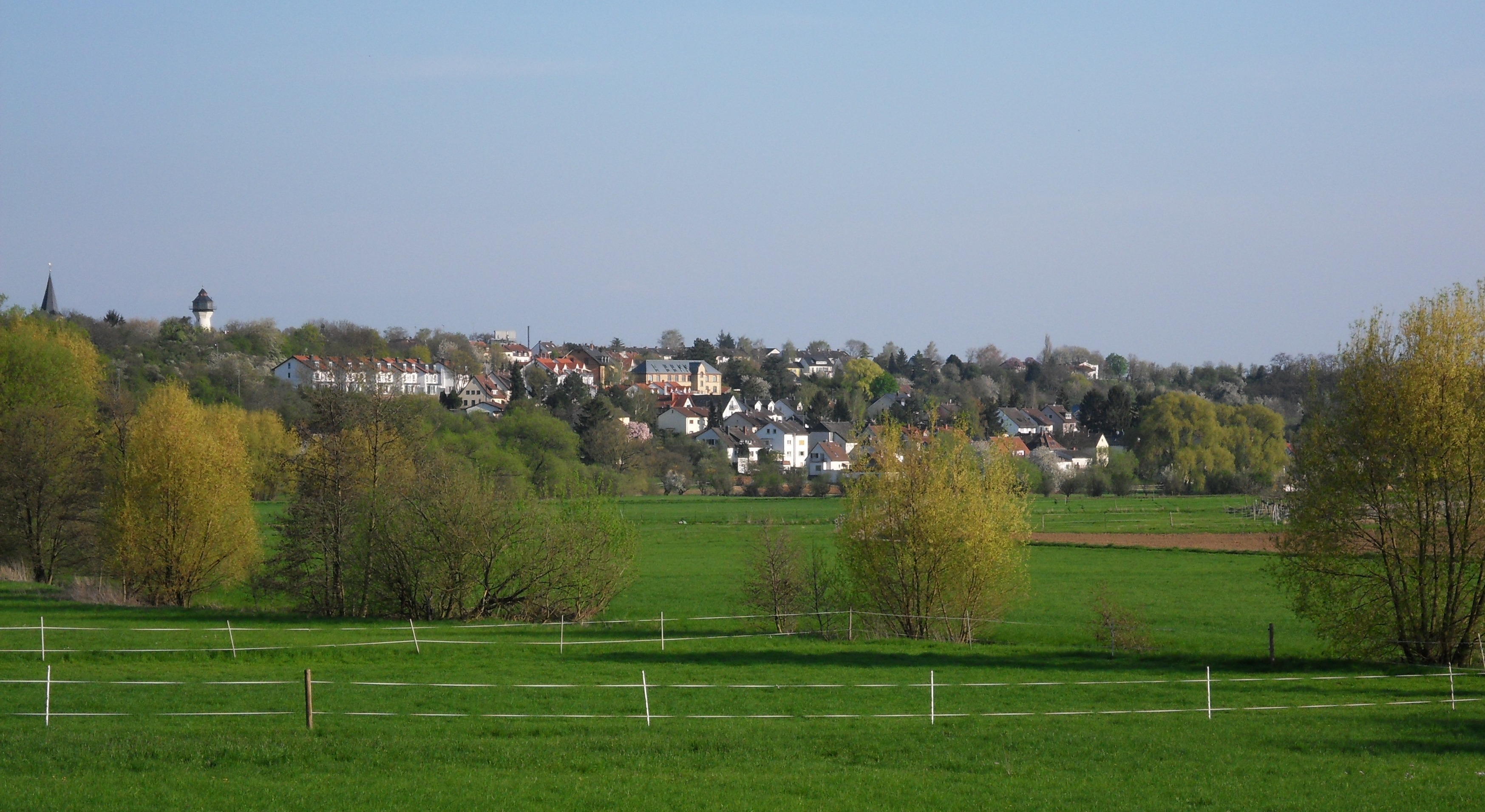
Blick vom Wäschbachtal bei Kloppenheim auf Wiesbaden-Igstadt

Die Ortslage von Igstadt erstreckt sich über den östlichen Hang des Wäschbachtals (169 m bis 211 m ü. NN). Die Gemarkung reicht nach Osten über den Wickerbach hinweg bis in die Nähe der Ortslage von Medenbach und ist bis auf die Hanglagen im Norden zwischen dem Hockenberg (267,1 m) und dem Wickerbachtal weitgehend unbewaldet. Die landwirtschaftlichen Flächen werden hauptsächlich ackerbaulich genutzt.
Die Gegend um das Naturschutzgebiet Wickerbachtal bei Kloppenheim zwischen Igstadt, Medenbach und Kloppenheim unterhalb der Hockenberger Mühle dient als Naherholungsgebiet.

### Nachbarorte
Angrenzende Stadtteile sind im Uhrzeigersinn im Nordwesten beginnend Kloppenheim, Medenbach, Breckenheim, Nordenstadt, Erbenheim und Bierstadt.

## Geschichte

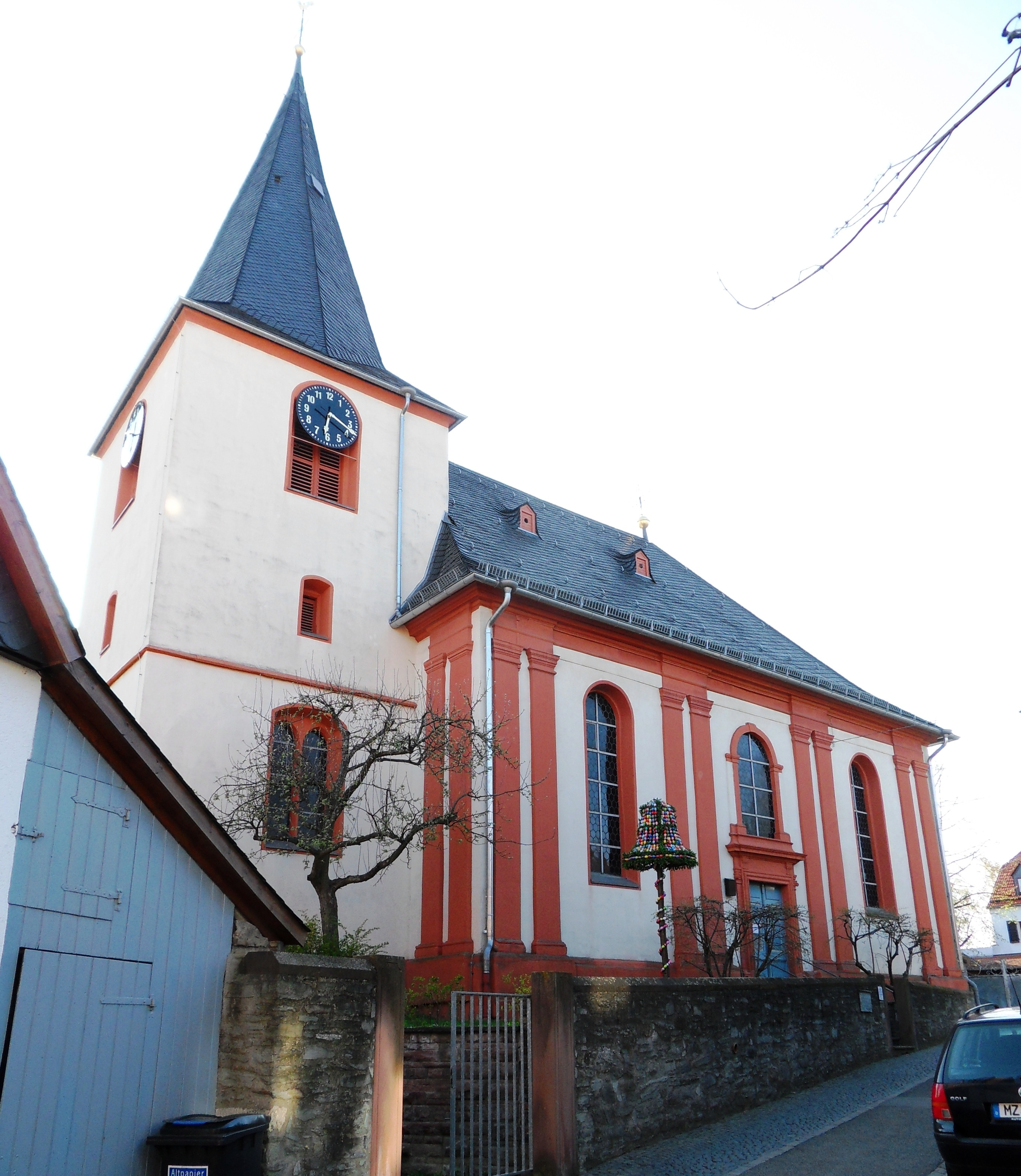
Evangelische Kirche an der Altmünsterstraße

Igstadt wurde im Jahr 1241 als Jegestat erstmals urkundlich erwähnt, als Igstadter, darunter der Dorfpfarrer Arnoldus, als Zeugen für Rechtsgeschäfte in Nachbargemeinden auftraten.
Der am 1. April 1928 nach Wiesbaden eingemeindete Ort hat rund 2100 Einwohner. Der Vorort wird oftmals auch als „das Tor zum Ländchen“ bezeichnet.
Der im Jahre 1910 an der höchstgelegenen Stelle des Ortes errichtete 27 m hohe Wasserturm ist das Wahrzeichen von Igstadt.

### Staats- und Verwaltungsgeschichte
Die folgende Liste zeigt die Staaten und Verwaltungseinheiten, denen Igstadt angehörte:
- 1433: Heiliges Römisches Reich, Herrschaft Eppstein-Münzenberg
- ab 1492: Heiliges Römisches Reich, Landgrafschaft Hessen, Amt Eppstein
- ab 1567: Heiliges Römisches Reich, Landgrafschaft Hessen-Marburg, Amt Eppstein[3]
- 1604–1648: Heiliges Römisches Reich, strittig zwischen Landgrafschaft Hessen-Darmstadt und Landgrafschaft Hessen-Kassel (Hessenkrieg)
- ab 1604: Heiliges Römisches Reich, Landgrafschaft Hessen-Darmstadt, Oberfürstentum Hessen, Amt Eppstein
- ab 1643: Heiliges Römisches Reich, Landgrafschaft Hessen-Darmstadt, Oberfürstentum Hessen, Amt Wallau
- ab 1803: Heiliges Römisches Reich, Fürstentum Nassau-Usingen, Amt Wallau
- ab 1806: Herzogtum Nassau, Amt Wallau
- ab 1817: Herzogtum Nassau, Amt Hochheim
- ab 1849: Herzogtum Nassau, Kreisamt Höchst
- ab 1854: Herzogtum Nassau, Amt Hochheim
- ab 1867: Königreich Preußen, Provinz Hessen-Nassau, Regierungsbezirk Wiesbaden, Mainkreis
- ab 1871: Deutsches Reich, Königreich Preußen, Provinz Hessen-Nassau, Regierungsbezirk Wiesbaden, Mainkreis
- ab 1886: Deutsches Reich, Königreich Preußen, Provinz Hessen-Nassau, Regierungsbezirk Wiesbaden, Kreis Wiesbaden
- ab 1918: Deutsches Reich, Freistaat Preußen, Provinz Hessen-Nassau, Regierungsbezirk Wiesbaden, Kreis Wiesbaden
- ab 1928: Deutsches Reich, Freistaat Preußen, Provinz Hessen-Nassau, Regierungsbezirk Wiesbaden, Stadtkreis Wiesbaden, Stadt Wiesbaden

## Politik

### Wahlergebnisse zum Ortsbeirat
Seit 1972 wird im Rahmen der Kommunalwahlen in Hessen auch der Ortsbeirat des Ortsbezirkes Igstadt gewählt. Die einzelnen Wahlergebnisse sind nachfolgend zusammengestellt.
- SPD: 2
- Grüne: 2
- CDU: 2
- FDP: 1

|      | CDU  | SPD  | GRÜNE | FDP | Wahlbeteiligung |
| 2021 | 34,7 | 31,4 | 25,0  | 9,0 | 57,9            |
| 2016 | 44,0 | 36,5 | 19,5  | –   | 57,7            |
| 2011 | 43,6 | 34,1 | 22,2  | –   | 54,3            |
| 2006 | 43,4 | 42,4 | 14,2  | –   | 50,2            |
| 2001 | 42,4 | 38,2 | 14,8  | 4,6 | 58,7            |
| 1997 | 37,6 | 44,5 | 13,8  | 4,1 | 67,4            |
| 1993 | 32,1 | 44,4 | 13,6  | 9,9 | 71,7            |
| 1989 | 30,6 | 49,3 | 13,3  | 6,8 | 76,4            |
| 1985 | 40,2 | 44,9 | 11,1  | 3,7 | 74,4            |
| 1981 | 48,8 | 51,2 | –     | –   | 70,4            |
| 1977 | 49,3 | 45,3 | –     | 5,4 | 77,4            |
| 1972 | 38,3 | 54,7 | –     | 7,1 | 79,1            |

Daraus ergab sich jeweils folgende Sitzverteilung:
|      | CDU | SPD | GRÜNE | FDP | Gesamt |
| 2021 | 2   | 2   | 2     | 1   | 7      |
| 2016 | 3   | 3   | 1     | 0   | 7      |
| 2011 | 3   | 2   | 2     | 0   | 7      |
| 2006 | 3   | 3   | 1     | 0   | 7      |
| 2001 | 3   | 3   | 1     | 0   | 7      |
| 1997 | 3   | 3   | 1     | 0   | 7      |
| 1993 | 2   | 3   | 1     | 1   | 7      |
| 1989 | 2   | 3   | 1     | 1   | 7      |
| 1985 | 3   | 3   | 1     | 0   | 7      |
| 1981 | 3   | 4   | 0     | 0   | 7      |
| 1977 | 4   | 3   | 0     | 0   | 7      |
| 1972 | 3   | 4   | 0     | 0   | 7      |

### Wappen
Das Ortswappen ist das Abbild des alten Gerichtssiegels, es zeigt auf gelbem Grund in der Mitte ein stilisiertes J und links daneben eine Ähre.

## Kultur und Sehenswürdigkeiten

### Vereine
Der Turnverein Igstadt 1886 (TVI) ist der größte Verein im Dorf und hat 1048 Mitglieder. Das Programm umfasst Tischtennis, Leichtathletik, Rehasport und Rückenschule, Ski-Gymnastik, Lauftreff, Nordic Walking und Handball. Die Handballabteilung des TVI hatte ihren bislang größten Erfolg bei dem Endspiel um die Hessenmeisterschaft im Jahr 2004. Die A-Jugend des Jahrgangs 86/87 hatte sich mit der Oberligameisterschaft die Teilnahme gesichert. Die 1. Mannschaft spielt zurzeit in der Bezirks-Oberliga. Die 1. Damenmannschaft ist in der Bezirksklasse A angesiedelt. Heimspielstätte der Handballer des TVI ist die Wettiner Halle im Berufsschulzentrum in Wiesbaden.
Des Weiteren gibt es in Igstadt den Schützenverein Wiesbaden-Igstadt 1965. Der Schützenverein bietet die Möglichkeit den Schießsport in den Disziplinen Luftgewehr, Luftpistole und Sportpistole zu betreiben. Seit Oktober 2014 besteht im Schützenverein auch die Möglichkeit, Bogen zu schießen. Die Bogenbahn hat eine Länge von 70 m, so dass alle Bogentypen geschossen werden können.

### Kerb
Die erste noch nachweisbare „Galluskerb“ wurde 1867 in Igstadt gefeiert, und in den nachfolgenden Jahren wurden mit einigen Unterbrechungen immer wieder aufziehende Kerben veranstaltet. Es gab in dieser Zeit keinen Verein.
Im Jahre 1975 gründete sich die Igstadter Kerbegesellschaft, der Termin der Kerb wurde von Oktober auf Juni verschoben und die Kerb anlässlich der Fällung eines 150 Jahre alten Lindenbaumes in die heutige „Lindenkerb“ umbenannt.
Die Kerbegesellschaft Igstadt organisiert neben der großen Lindenkerb am dritten Juniwochenende eine Winterkerb am dritten Samstag im Januar, beteiligt sich jedes Jahr mit einer heißen Theke am Weihnachtsmarkt in Igstadt, nimmt an den Kulturtagen in Igstadt teil und gestaltet auch sonst das Orts- und Vereinsleben in Igstadt aktiv mit.

## Wirtschaft und Infrastruktur

### Verkehr

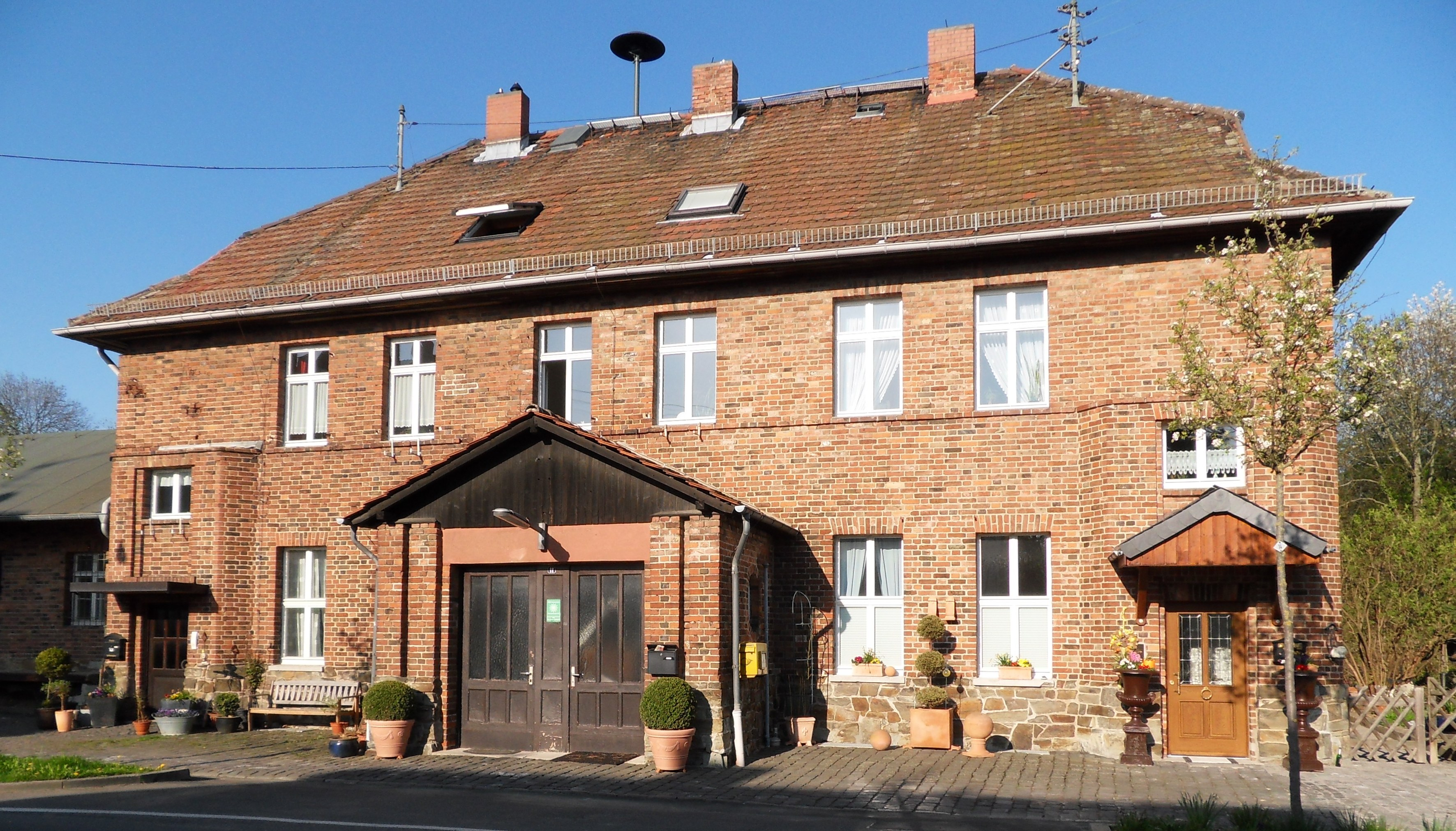
Bahnhof Igstadt

Der Ort ist mit dem Bahnhof Wiesbaden-Igstadt (50° 4′ 56″ N, 8° 19′ 32″ O) an die Ländchesbahn angeschlossen, die den Stadtteil mit dem Wiesbadener Hauptbahnhof und Niedernhausen im Taunus verbindet. Igstadt ist außerdem mit den Bussen der ESWE Verkehr an den Nahverkehr in Wiesbaden angeschlossen.
Durch die Bahnstrecke, die Autobahnanschlüsse in Nordenstadt und Erbenheim und durch die direkte Verbindung zu Bierstadt ist Igstadt verkehrstechnisch sehr günstig gelegen.

### Bildung
Igstadt verfügt mit der Peter-Rosegger-Schule über eine Grundschule. Sie wird von etwa 100 Schülern besucht und wurde zwischen 2017 und 2018 um einen modernen Anbau erweitert.